# Jupiterpassage
Jupiterpassage benämns det som inträffar när planeten Jupiter passerar framför solen sett från Saturnus, Uranus eller Neptunus. Jupiter kan då ses som en liten svart skiva som långsamt rör sig över solens yta. 
Jupiterpassager är relativt ovanliga planetpassager, beroende på de inbördes långa synodiska perioderna för de berörda planeterna. Solens skenbara storlek är dessutom endast 1 bågminut från Saturnus och ytterligare något mindre från Uranus och Neptunus.
Jupiterpassager är vanligast från Uranus horisont, beroende på den synodiska omloppstiden och planeternas inbördes inklination.
Vid Jupiterpassager täcker Jupiter 5-6 procent av solens yta.

## Jupiterpassager från Saturnus[2]
Planeternas synodiska period är knappt 20 år eller 7253,45 dygn. Den inbördes inklination är 1,25 grader.
Nästa Jupiterpassage från Uranus inträffar den 8 april 2 669  och den förra inträffade 4635 f. Kr.
| Datum för maximum     | Typ av passage |
| --------------------- | -------------- |
| 6 september 86 f. Kr. | Central        |
| 17 maj 1226 e. Kr.    | Perifer        |
| 29 oktober 3728       | Perifer        |
| 15 oktober 6171       | Perifer        |
| 13 april 6687         | Perifer        |
| 17 mars 7541          | Central        |

## Jupiterpassager från Uranus[2]
Jupiterpassager är vanligast från Uranus horisont, beroende på den synodiska omloppstiden och planeternas inbördes inklination. Planeternas synodiska period är ungefär 13,8 år eller 5044,81 dygn. Den inbördes inklination är 0,70 grader.
| Datum för maximum       | Typ av passage |
| ----------------------- | -------------- |
| 19 september 146 f. Kr. | Central        |
| 6 september 21 f. Kr.   | Central        |
| 2 februari 781 e. Kr.   | Central        |
| 11 januari 906          | Central        |
| 30 november 988         | Central        |
| 6 juli 1706             | Perifer        |
| 11 maj 1789             | Central        |
| 3 maj 1914              | Central        |
| 24 oktober 2714         | Central        |
| 11 september 2922       | Central        |

## Jupiterpassager från Neptunus[2]
Planeternas synodiska period är ungefär 12,8 år eller 4668,69 dygn. Den inbördes inklination är 0,94 grader.
| Datum för maximum      | Typ av passage |
| ---------------------- | -------------- |
| 12 december 871 e. Kr. | Central        |
| 13 februari 1038       | Perifer        |
| 20 februari 1447       | Central        |
| 30 april 1613          | Perifer        |
| 8 augusti 2188         | Central        |
| 6 oktober 3459         | Central        |
| 6 oktober 2354         | Central        |